# Wiiでウルトラハンド
Wiiでウルトラハンドは任天堂が配信しているWiiウェア。通常のWiiウェアと違い、クラブニンテンドーの会員特典として配信されている。クラブニンテンドーポイント50ポイントが必要。Wiiショッピングチャンネルを介してダウンロードする。

## 概要
かつて、任天堂が発売したウルトラハンドを題材としたミニゲーム。WiiリモコンのAボタンとヌンチャクのスティックを使用してウルトラハンドを操作し、コンロの上で焼かれている『ニク（肉）』をリモコンのAボタンでつかんで画面手前の皿の上まで運ぶという内容。ニクが黒焦げになるまで取らない、もしくは皿に運ぶ途中にハンドを放して（Aボタンを離す）地面にニクを落としてしまうとゲームオーバーになる。スコアが記録されるようになっており、焼き上がりが最高状態のニクを連続で取るとコンボが成立し高得点を狙えるなど、やり込み要素も備えている。また、Wiiリモコンからヌンチャクが抜けると注意書きが出る。差し直すと消える。

## ゲームモード

### ひとりゲーム
このゲームのメインとなる1人用モード。1人でひたすらハイスコアを狙う。
ランキングの初期値（スコア・クラス・コンボ数・名前の順）
| 1位 | 0200000点 | マスター級 | 100 | マスターさん |
| 2位 | 0100000点 | びっくり級 | 70  | びっくりさん |
| 3位 | 0050000点 | しっかり級 | 50  | しっかりさん |
| 4位 | 0010000点 | まったり級 | 30  | まったりさん |
| 5位 | 0005000点 | さっぱり級 | 20  | さっぱりさん |

### たいせんゲーム
2人で対戦を行う2人用モード。それぞれ1Pが青色、2Pが赤色のウルトラハンドを操作し、制限時間内にコンロのニクを取り合い、得点を稼ぐことが目的。コンロの総数は4台で、各2台ずつ交互に並んでいる自分の色のコンロや敵の色のコンロのニクを取り合う。